# Framber Valdez
Framber Valdez (Sabana Grande de Palenque, República Dominicana, 19 de noviembre de 1993), es un jugador profesional dominicano de béisbol que se desempeña en la posición de lanzador en Houston Astros, equipo de las Grandes Ligas de Béisbol (MLB).

## Carrera
En 2018, Valdez hizo su debut en la MLB con el equipo Houston Astros, donde lleva jugando siete temporadas.